# Sistrans
Sistrans é um município da Áustria, situado no distrito de Innsbruck-Land, no estado do Tirol. Tem 7,91 km² de área e sua população em 2019 foi estimada em 2.231 habitantes.